# Never Gonna Give You Up (singel Ricka Astleya)
Never Gonna Give You Up – debiutancki singel brytyjskiego piosenkarza oraz twórcy tekstów, Ricka Astleya, wydany 27 lipca 1987. Utwór stał się najbardziej znaną piosenką artysty.
Teledysk z utworem Never Gonna Give You Up 28 lipca 2021 osiągnął w serwisie YouTube miliard wyświetleń.

## Rickroll
Utwór Never Gonna Give You Up zyskał popularność również jako dowcip internetowy o nazwie „rickroll”, przybierający formę żartu polegającego na umieszczeniu linku przekierowującego do teledysku utworu (często ukrytego za skróconym adresem internetowym).